# Gleichgewichtsfigur
Unter Gleichgewichtsfiguren, genauer hydrostatischen Gleichgewichtsfiguren, versteht die Geophysik und Astronomie einen flüssig gedachten, stabilen physikalischen Aufbau von Himmelskörpern, bei denen alle inneren Grenz- und Niveauflächen sowie die freie Oberfläche im völligen Gleichgewicht aller Kräfte sind. In der Natur ist dieser Idealzustand jedoch nirgends zu 100 Prozent gegeben.

## Eine idealisierte Erde
Der mittlere Meeresspiegel der Erde – den man sich als Geoid unter den Kontinenten fortgesetzt denkt und allgemein als Höhenbezug verwendet – wäre auch bei Einebnung des Geländes noch keine exakte Gleichgewichtsfläche. Erst wenn das Wasser völlig unbewegt den ganzen Planeten bedecken würde und überall dieselbe Tiefe hätte, wäre der Meeresspiegel die Oberfläche einer hydrostatischen Gleichgewichtsfigur. Die Schwerkraft auf einer solchen (und auf jeder natürlichen) Niveaufläche ist zwar nicht überall gleich, wirkt aber immer lotrecht zur Oberfläche, sodass sich kein Wassertropfen von der Stelle bewegen würde. Allerdings müssten auch alle inneren Niveauflächen und Gesteinsgrenzen einer analogen Bedingung genügen—was offensichtlich nicht ganz der Fall ist. Die Erdkruste ist nur zu etwa 90 % im Gleichgewicht, das flüssige Erdinnere zu fast 100 %.
Um die Idealform der Erde oder eines Planeten berechnen zu können, muss das Modell vereinfacht werden: zumindest die unregelmäßig aufgebaute Kruste wäre einzuebnen und alle ihre Gesteinsschichten ebenfalls. Zur Berechnung eines Kräftegleichgewichts sind dann für jede innere Schicht der Erde mindestens 5 Größen relevant:
- Masse
- Druck
- Dichte
- Gravitation
- Rotation;

teilweise auch der Verlauf von
- Temperatur und
- Elastizität,

wenn in neuesten Modellen die Thermodynamik mitberücksichtigt wird.
Auch bei völlig „regularisierter“ Erdkruste (lt. K.Ledersteger) blieben Restabweichungen im Erdinnern. Je homogener aber das Magma des Erdmantels und das Material im Erdkern sind, desto genauer kann auf ihre Trennflächen der Dichte und evtl. Temperatur geschlossen werden. Alle diese Phänomene wirken sich auf die äußere Erdfigur aus und sind damit von fundamentaler Bedeutung auch für die Geodäsie. Bei Gleichgewicht stellt ferner das Clairaut-Theorem eine einfache Beziehung zwischen Erdabplattung und Schwerefeld her.

## MacLaurin- und Wiechert-Modelle
Das einfachste Modell ist ein völlig homogenes, flüssiges Ellipsoid, das genau die Masse, Größe und Rotation der Erde hat (MacLaurin-Ellipsoid). Die theoretische Lösung liegt in einer Bedingungsgleichung dieser drei Größen, die Colin Maclaurin 1742 in Edinburgh publiziert hat (A Treatise of Fluxions). Allerdings kommt eine Erdabplattung von 1:231 heraus, statt tatsächlich f = (a-b)/a = 1:298,25 (Äquatorhalbachse a = 6378,13 km und Polhalbachse b = 6356,74 km).
Der Erdkern muss also wesentlich dichter sein als der Durchschnitt der gesamten Erde (5,52 g/cm³). Das nächstbessere Modell ist ein Zweischalen-Modell mit flüssig-homogenem Mantel und ebensolchem Kern. Seine theoretische Lösung ist bereits wesentlich komplizierter (in Lit.2 immerhin 10 Seiten), weil der Druck im „Erdkern“ auch vom Gewicht des Mantels abhängt. Sie stammt von Emil Wiechert (Über die Massenverteilung im Erdinnern,  Nachr. Kgl. Ges. Wiss. Göttingen 1897), weshalb das Modell von den Geowissenschaftern Wiechert-Modell genannt wird. Die Frage, wo die Kern-Mantel-Grenze anzusetzen ist, richtet sich nach dem Ergebnis: erst wenn die beiden Dichtewerte plausibel sind und den o.a. Abplattungswert f (plus einen zusätzlichen „Formparameter“ aus der Satellitengeodäsie) ergeben, kann das Modell realistisch sein. Von den unendlich vielen Möglichkeiten hält K. Ledersteger (1966, Zeitschrift für Geophysik) die Dichtewerte 4,17 und 12,44 g/cm³ sowie eine Kerntiefe von 2900 km für jene, die dem seismisch erforschten Erdaufbau am nächsten kommen.
Tatsächlich beträgt aber die Krustendichte im Mittel 2,7 g/cm³, während die Dichte des Erdmantels nach innen von 3,3 bis über 5 g/cm³ zunimmt, und die des Erdkerns vermutlich 10 bis 14 g/cm³ beträgt. Daher bietet sich ein drittes Modell an, dessen Dichte nach innen linear zunimmt – mit einem noch zu bestimmenden Faktor. Karl Ledersteger und László Egyed (s.Lit.3) nennen diese Modellfolge „einparametrige Gleichgewichtsfiguren“.
Das Ideal wäre nun, die um die Erdkruste „entblätterte“ Erde durch eine Kombination des Wiechert- und des einparametrigen Modells anzunähern. Die theoretische Lösung ist freilich äußerst kompliziert und wird heute umgangen, indem numerisch statt analytisch integriert wird. Für eine in passend kleine Körper „zerlegte“ Erde (z. B. durch Homöoid-Schalen) die Gleichgewichts-Bedingungen zu formulieren, ist allerdings ein eigenes Problem.

## Gleichgewichtsfiguren in anderen Fachgebieten
In der Astrophysik spielen Modelle für das Innere der Sonne und von Sternen eine zunehmende Rolle. Ihre Grundzüge können hier aber nicht mehr dargestellt werden, weil die herrschenden Temperaturen (einige Tausend bis viele Millionen Grad) andere physikalische Vorgänge in den Vordergrund rücken. Ebenso wichtig wie das hydrostatische Gleichgewicht im Innern eines so heißen Gasballs ist nämlich die Energiebilanz: nur jene Modelle können plausibel sein, bei denen jede Schicht des Sonneninneren ebenso viel Energie weitergibt, wie sie von unten empfängt. Im Zentrum erzeugt die Kernfusion von Wasserstoff in Helium eine intensive Gammastrahlung, die nach oben in Röntgen- und UV-Strahlung und erst zuletzt in Licht übergeht. Dazwischen muss eine markante Schicht liegen, ab der der Energietransport durch Konvektion erfolgt. Erst in den letzten Jahren ist es gelungen, solche komplizierten Modelle an Großcomputern zu simulieren.
Im Bauwesen kennt man ebenfalls das Problem des Gleichgewichts, etwa bei der Formfindung von Flächentragwerken. Ein möglicher Modellansatz ist, dass sich alle Netzknoten im Kräftegleichgewicht befinden, während die Randknoten der Fläche im Raum fixiert (d. h. durch äußere Bedingungen vorgegeben) sind.